# Ketting
Ketting er en by på Als med 207 indbyggere i byområdet (2020), beliggende 3 km nordøst for Augustenborg, 16 km sydøst for Nordborg, 8 km sydvest for Fynshav og 10 km nordøst for Sønderborg. Byen hører til Sønderborg Kommune og ligger i Region Syddanmark.
Ketting hører til Ketting Sogn, og Ketting Kirke ligger i byen. Den var også sognekirke for Augustenborg Sogn indtil 1852, hvor Augustenborg Slotskirke, opført 1775, var forbeholdt hertugfamilien og dens hoffolk.

## Historie

### Bispegården
Bispegården er opført i 1776 af herredsfoged Bendix Mathiesen, som senere blev overinspektør på Augustenborg Slot.
Stefan Tetens, der var biskop over Als og Ærø, ansøgte kongen om at købe ejendommen for at gøre den til embedsbolig for biskopper på Als, fordi den havde en passende beliggenhed midt på øen. Ejendommen blev købt, en større ombygning fandt sted og Tetens ejede gården 1819-47. Efter krigen i 1864 blev Bispegården overtaget af den prøjsiske domæneforvaltning. I 1865 blev den solgt, og den er senere handlet flere gange som almindelig landejendom. Det herskabelige stuehus med 575 m² boligareal blev fredet i 1950.

### Ketting Kro
Den ældste bygning er fra 1777, og kroens hovedbygning, der er sammenbygget med rejsestalden, begge i to etager, er fra 1868. Kroen blev fredet i 1989, bl.a. fordi der er middelalderlige dele i bygningerne. Nu er krobygningerne indrettet til boliger under navnet Tinggården.

### Amtsbanerne på Als
Amtsbanerne på Als blev åbnet i 1898 og nedlagt i 1933. Ketting havde trinbræt med sidespor (tysk: Haltestelle) på strækningen Sønderborg-Nordborg. Trinbrættet lå 3-400 m fra kroen, der ikke også blev station som det ellers var almindeligt på de tyske kredsbaner. Men trinbrættet fik i 1902 ventesal i en nyopført privatbolig.

### Genforeningssten
I trekanten hvor Kirkevænget munder ud i Smedegade, står en sten der blev rejst i 1930 til minde om Genforeningen i 1920.

### Kommunen
Ketting og Augustenborg sogne lavede i 1966 en kommunesammenlægning, og ved kommunalreformen i 1970 dannede de sammen med to andre sogne Augustenborg Kommune, der ved kommunalreformen i 2007 indgik i Sønderborg Kommune.